# Баженов, Алексей Николаевич
Алексей Николаевич Баженов (1 июня 1922, Парголово, Петроградская губерния — 10 августа 1978, Ленинград) — советский лыжник, Заслуженный тренер СССР.

## Биография
Родился 1 июня 1922 года.
Выступал в соревнованиях по лыжным гонкам, был призёром чемпионатов Ленинграда (1940, 1941).
Во время Великой Отечественной войны воевал в партизанском отряде на Псковщине.
С 1943 года и до конца жизни А. Н. Баженов работал преподавателем кафедры лыжного спорта Государственного института физической культуры имени П. Ф. Лесгафта; в 1966—1972 годах был заведующим кафедрой.
Работал тренером ДСО «Буревестник». В 1950-е годы он подготовил Л. В. Баранову (первая советская лыжница, победившая на чемпионате мира 1954 года в индивидуальной гонке на 10 км), М. И. Гусакову, Е. П. Мекшило, М. Н. Масленникову, Н. А. Зайцеву, А. И. Каалисте, В. Г. Царёву и других. На Зимних олимпиадах его воспитанники завоевали 3 золотых, 5 серебряных и 1 бронзовую медали. Также в течение более десяти лет он тренировал женскую сборную команду СССР.
Умер 10 августа 1978 года в Ленинграде. Похоронен на Северном кладбище Санкт-Петербурга.
Автор ряда учебных и методических пособий по лыжному спорту:
- О соотношении компонентов скорости у участниц первенства мира по лыжам / Баженов А. Н., Менчиков В. Г. // Теория и практика физ. культуры. — 1963. — № 10. — С. 34-36.
- Опыт тренировки сильнейших лыжниц-гонщиц / Баженов А. Н. // Теория и практика физ. культуры. — 1952. — Т. XV. — вып. 11. — С. 827—838.
- Опыт тренировки чемпионки Х Всемирных зимних студенческих игр и чемпионки Советского Союза по лыжному спорту Л. Козыревой / Баженов А. Н. // Теория и практика физ. культуры. — 1953. — Т. XVI. — вып. 12. — С. 913—920..

## Награды
- Орден «Отечественной войны» 2-й степени (1943)
- Орден «Знак Почета» (27.04.1957) — за успехи, достигнутые в деле развития массового физкультурного движения в стране, повышения мастерства советских спортсменов, и успешное выступление на международных соревнованиях
- Медаль «За трудовую доблесть» (16.09.1960) — за успешные выступления в XVII летних и VIII зимних Олимпийских играх 1960 года, а также за выдающиеся спортивные достижения[4]
- Медаль «За боевые заслуги»
- Медаль «За отвагу»
- Медаль «За трудовое отличие»